# Nkolfoulou
Nkolfoulou est une agglomération située dans la région du Centre au Cameroun, département de la Mefou et Afamba, dans l'arrondissement de Soa. La zone fait partie du canton groupement Mbede ; dans le groupement, il existe Nkolfoulou I et II ; elle partage ses proximités avec les localités de Nsan et de Ngoulmekong, et est à 7 kilomètres de la ville universitaire de Soa.

## Historique

### Origine du nom
Nkolfoulou est à l'origine le nom d'une rivière de ce site, venant de Mimboman et desservant la zone avant de se jeter dans la Sanaga, en passant par Obala.

### Origine de la population et évolution
Nkolfoulou est d'abord un village Etenga qui se divise en deux sous-familles, venues par groupe de l'autre berge de la Sanaga et de Ntui. Certains groupes préfèrent poursuivent le périple jusqu'à Bikok (commune de la Mefou et Akono), et d'autres à Nkoltsit ; les non-partants décident d'attendre la période de la récolte du taro, suggestion des épouses du patriarche d'alors Messi Manga, qui, plus tôt, avaient fait des champs de la tubercule. Au fil du temps, ceux restés demeurent définitivement dans le village.
Beaucoup plus tard, Nkolfoulou I se soustrait en une chefferie du groupement de Ngoulmekong, dépendant de Soa. Suite à une réorganisation administrative, la zone s'indépendantise.

## Divers
La zone de Nkolfoulou dispose d'une décharge de 8 hectares aménagée par l'entreprise HYSACAM (Hygiène et salubrité du Cameroun) .
Nkolfoulou abrite un centre de contrôle technique inauguré en 2015 par le ministre des transports Robert Nkili.
L' établissement secondaire turque MAARIF a l'un de ses centres construit en pleine banlieue de Nkolfoulou.

## Sources et références
1. 1 2  KMS, « Annuaires des chefferies du Cameroun - Kingdoms in Africa », sur villages.cm (consulté le 23 avril 2025)
2. ↑  « Nkolfoulou », sur Mapcarta (consulté le 23 avril 2025)
3. 1 2 3  Fév 2011 | Livre | 11, « NKOLFOULOU en bref », sur Camerlex, 11 février 2011 (consulté le 23 avril 2025)
4. ↑  « Le Centre de Traitement des Déchets de Nkolfoulou : un exemple de décharge controlée | Hysacam », sur www.hysacam-proprete.com (consulté le 23 avril 2025)
5. ↑  « Nkolfoulou a son centre de Contrôle technique des véhicules », sur ct2015.cameroon-tribune.cm (consulté le 23 avril 2025)
6. ↑  « Collège Maarif : le savoir-faire des élèves en vitrine », sur www.cameroon-tribune.cm (consulté le 23 avril 2025)